# Kaijū
Kaijū (japanisch 怪獣, wörtlich: „seltsame Bestie, rätselhafte Bestie“, sinngemäß: „Monster, Ungeheuer, Ungetüm“) ist ein japanischer Begriff, der sich auf fremdartige Kreaturen bezieht, besonders Riesenmonster, wie sie in japanischen Fantasyfilmen, -serien (Tokusatsu) und Anime dargestellt werden. Die Riesenmonster heißen genauer Daikaijū (大怪獣, dt. „Riesenmonster“). Der ähnliche Begriff Kaijin (怪人) bezieht sich auf menschenähnliche Monster (Humanoide) dieses Genres. Das berühmteste dieser Monster ist Godzilla mit über 30 Filmen. Das entsprechende Filmgenre wird Kaijū Eiga (怪獣映画, dt. etwa „Kaiju-Film“, „Monsterfilm“) genannt.
Andere bekannte Kaiju sind beispielsweise Gamera, zu dem es in 40 Jahren zwölf Filme gegeben hat, Mothra, welche nach ihrem Debütfilm Mothra bedroht die Welt zunächst nur noch in Godzillafilmen als Kaiju auftrat, aber später eine eigene Trilogie erhielt, oder Guila, eine Art übergroßes Huhn. Ultraman (ウルトラマン, Urutoraman) wird in Japan gewöhnlich nicht als Kaijū (Tier, Bestie, Wild) angesehen. Der Begriff Ultra-Kaijū (ウルトラ怪獣, Urutora-Kaijū) bezieht sich auf Monster in den Ultra-Serien, in denen Ultraman meist vorkommt.
Die bekanntesten und meisten Kaiju Eiga entstammen den Studios der Produktionsgesellschaft Tōhō. Für die Spezialeffekte war Eiji Tsuburaya verantwortlich, der später eine eigene Produktionsgesellschaft unter dem Namen Tsuburaya Productions gründete.
In dem Film Pacific Rim werden die gigantischen außerirdischen Monster, welche die Erde angreifen, als Kaiju benannt.
Obwohl mit dem Begriff „Kaiju“ oft sehr große Monster in Verbindung gebracht werden, kann er für alle Wesen gelten, die nicht aus der auf der Erde bekannten Biologie stammen. In den Comics des MonsterVerse und auch in der zu diesem gehörenden Serie Monarch: Legacy of Monsters existieren Wesen, die kaum größer sind als Raubkatzen und dennoch als Kaiju bezeichnet werden. Der Begriff selbst bezieht sich nicht auf die Größe der Wesen, sondern auf ihre Fremdartigkeit und mutmaßliche Gefährlichkeit für die irdische Flora und Fauna.

## Beispiele
- Anguirus (アンギラス, Angirasu)
- Frankenstein (フランケンシュタイン, Furankenshutain)
- Gamera (ガメラ, Gamera)
- Godzilla (ゴジラ, Gojira)
- King Ghidorah (キングギドラ, Kingu Gidora)
- King Kong (キングコング, Kingu Kongu)
- Mothra (モスラ, Mosura)
- MechaGodzilla (メカゴジラ, Mekagojira)
- Rodan (Filmmonster) (ラドン, Radon)
- Yamata no Orochi (八岐大蛇)